# 光明圣柜
《光明圣柜》是一款第一人称地下城探索类角色扮演游戏。本游戏为光明系列之一。游戏于1996年12月20日在世嘉土星日本地区发行，于1997年6月14日在欧洲发行。
本游戏剧情与《光明與黑暗》类似。玩家以第一人物探索城镇和地牢，并与恶魔进行战斗。
GameSpot给予本游戏9.1/10的评价。
密技1、一開始的羅迪身上的小柄使用可召喚出妖精攻擊敵人
2、找完50隻妖精，回慾望森林中水池調查石碑有妖精鈴噹，功能和小柄一樣